# 蘇格爾島 (伊利諾伊州)
蘇格爾島（英語：Sugar Island）是位於美國伊利諾伊州坎卡基縣的一個非建制地區。該地的面積和人口皆未知。

## 地理
蘇格爾島的座標為41°00′23″N 87°49′25″W / 41.00639°N 87.82361°W，而該地的平均海拔高度為189米（即620英尺）。